# Boris Berian
Boris Berian (* 19. Dezember 1992 in Colorado Springs, Colorado) ist ein ehemaliger US-amerikanischer Mittelstreckenläufer, der sich auf den 800-Meter-Lauf spezialisiert hat. 2016 wurde er Hallenweltmeister über 800 Meter und feierte damit seinen größten sportlichen Erfolg.

## Sportliche Laufbahn
Boris Berian wuchs in Colorado auf und absolvierte ein Studium an der Adams State University. Nachdem er nach Abschluss keinen Profivertrag erhalten hatte und ein Karriereende drohte, lief er 2015 beim Herculis in Monaco die 800 Meter in 1:43,34 min und damit mitten in die Weltelite über diese Distanz. Im Jahr darauf startete er bei den Hallenweltmeisterschaften in Portland und siegte dort in 1:45,83 min. Im August nahm er an den Olympischen Sommerspielen in Rio de Janeiro teil und belegte dort in 1:46,15 min im Finale den achten Platz. Aufgrund von Vertragsstreitigkeiten mit Nike und New Balance konnte er 2017 an keinen Wettkämpfen teilnehmen und bestritt 2018 noch eine Wettkampfsaison, bei der er aber nicht an seine erfolgreichen Zeiten herankam. Daraufhin beendete er seine aktive sportliche Karriere im Alter von 25 Jahren.
2016 wurde er US-amerikanischer Hallenmeister im 800-Meter-Lauf.

## Persönlichkeiten
- 800 Meter: 1:43,34 min, 17. Juli 2015 in Monaco
  - 600 Meter (Halle): 1:15,51 min, 14. Februar 2016 in Boston
  - 800 Meter (Halle): 1:45,84 min, 19. März 2016 in Portland